# Hildegard Gölz
Hildegard Gölz (1893 – 1986) foi uma Justa entre as nações alemã.

## Vida
Foi a esposa do compositor de música sacra e teólogo protestante Richard Gölz (1887–1975). Juntos esconderam, durante o período da Alemanha Nazi, na sua casa em Wankheim judeus que foram colocados pelo "Büro Grüber" em Berlim. Distribuiram-os no contexto da "Württembergische Pfarrhauskette" (rede paroquial de Vurtemberga) a outras paróquias.

## Condecorações
- Ordem de Mérito da Alemanha (1978)
- Justa entre as nações (1991)